# Észak-koreai labdarúgó-válogatott
Az észak-koreai labdarúgó-válogatott (hangul: 조선민주주의인민공화국 축구 국가대표팀, Csoszon Mindzsudzsui Inmin Konghvaguk Cshukku Kukkadephjotim, handzsa: 朝鮮民主主義人民共和國 蹴球 國家代表팀, RR: Joseon Minjuju-ui Inmin Gonghwaguk Chukku Gukgadaepyotim) a Koreai Népi Demokratikus Köztársaság csapata, amelyet az Észak-koreai labdarúgó-szövetség irányít.

## Története
Az Észak-koreai labdarúgó-szövetség 1945-ben alapították. 1954-től az AFC, 1958-tól a tagjai lettek. Az észak-koreai labdarúgó-válogatott első mérkőzését 1956. október 7-én játszotta a Kínai Népköztársaság csapata ellen, amelyet 1–0-ra megnyertek. A világbajnokság selejtezőiben először 1966-ban indultak. A selejtezőkben Dél-Afrikát kizárták, Dél-Korea pedig visszalépett. Ausztrália ellen hazai pályán 6–1-es, idegenben 3–1-es győzelmet értek el, amivel kijutottak történetük első világbajnokságára.

### 1966-os labdarúgó-világbajnokság
A Szovjetunió ellen mutatkoztak be és 3–0 arányban vereséget szenvedtek. A második mérkőzésükön Chile ellen 1–1-es döntetlent értek el, az észak-koreaiak gólját Pak Szungdzsin szerezte.
A Middlesbrough otthonában, az Ayresome Parkban Pak Tuik góljával 1–0-ra megverték Olaszországot az utolsó csoportmérkőzésen, így első ázsiai válogatottként továbbjutottak a csoportból. A legjobb nyolc között a legendás Eusébio négy gólja jelentette azt, hogy a Portugália elleni mérkőzésüket 3–0-ás vezetésről 5–3-ra elvesztették.

### 1970 és 2000 közötti időszak
Az 1970-es világbajnokság selejtezőitől visszaléptek, az 1974-es tornára pedig nem jutottak ki. 1976-ban részt vettek a nyári olimpiai játékokon. A csoportkörből második helyen jutottak tovább (Kanadát legyőzték 3–1-re, a Szovjetuniótól 3–0-ra kikaptak), viszont a negyeddöntőben 5–0-ás vereséget szenvedett a későbbi ezüstérmes Lengyelországtól. 1980-ban történetük során először szerepeltek az Ázsia-kupán, ahol végül a negyedik helyet szerezték meg. Ezt követően az 1992-es Ázsia-kupára sikerült kijutniuk, ahol nem jutottak tovább a csoportkörből. 1982 és 1994 között nem sikerült kijutniuk egyetlen világbajnokságra sem, az 1998-as és a 2002-es világbajnokság selejtezőiben pedig nem indultak. A 2006-os világbajnokság selejtezőiben bejutottak a harmadik fordulóba, de ott a hat mérkőzésből mindössze egyet tudtak megnyerni, így végül Japán, Irán és Bahrein mögött a negyedik helyen zártak a csoportban.  

### 2010-es labdarúgó-világbajnokság
A 2010-es vb-selejtezője már sokkal jobban alakult az ország válogatottjának, hiszen számukra kedvező csoportba kerültek, viszont megkapták az örök rivális Dél-Koreát, ettől függetlenül az északiak parádésan szerepeltek, hiszen oda-vissza legyőzték Jordániát, Türkmenisztán ellen 1 győzelem és 1 döntetlen a mérleg, déli szomszédjuk ellen két döntetlen jött össze, végül mindkét Korea kijutott a vb-re azonos pontszámmal, a csoportkört a Dél-koreaiak nyerték jobb gólkülönbségüknek köszönhetően.
A Cshollima a dél-afrikai vb csoportkörének sorsolását követően Brazíliával,  Elefántcsontparttal és Portugáliával a G csoportba kerültek. Az első mérkőzésen Brazília ellen 2–1-re kaptak ki, Csi Junnam révén a 89. percben sikerült a szépítés. A második találkozón Portugália ellen 7–0-ás vereséget szenvedtek, ezzel biztossá vált Észak-Korea kiesése a világbajnokságról, az utolsó mérkőzésen Elefántcsontpart ellen 3–0-ás vereséget szenvedtek.

## Nemzetközi eredmények
Kelet-ázsiai labdarúgó-bajnokság
- Bronzérmes: 1 alkalommal (2005)

Ázsia-kupa
- 4. hely: 1 alkalommal (1980)

AFC-Kihívás kupa
- Aranyérmes: 2 alkalommal (2010, 2012)

### Világbajnoki szereplés
| Világbajnokság    | Világbajnokság               | Világbajnokság               | Világbajnokság               | Világbajnokság               | Világbajnokság               | Világbajnokság               | Világbajnokság               | Világbajnokság               | Világbajnokság               |                              | Selejtezők                   | Selejtezők                   | Selejtezők                   | Selejtezők                   | Selejtezők                   | Selejtezők |
| Év                | Eredmény                     | Helyezés                     | M                            | GY                           | D*                           | V                            | RG                           | KG                           | Keret                        | M                            | GY                           | D*                           | V                            | RG                           | KG                           |            |
| Japán részeként   | Japán részeként              | Japán részeként              | Japán részeként              | Japán részeként              | Japán részeként              | Japán részeként              | Japán részeként              | Japán részeként              | Japán részeként              | Japán részeként              | Japán részeként              | Japán részeként              | Japán részeként              | Japán részeként              | Japán részeként              |            |
| ----------------- | ---------------------------- | ---------------------------- | ---------------------------- | ---------------------------- | ---------------------------- | ---------------------------- | ---------------------------- | ---------------------------- | ---------------------------- | ---------------------------- | ---------------------------- | ---------------------------- | ---------------------------- | ---------------------------- | ---------------------------- | ---------- |
| 1930              | A Japán Birodalom része volt | A Japán Birodalom része volt | A Japán Birodalom része volt | A Japán Birodalom része volt | A Japán Birodalom része volt | A Japán Birodalom része volt | A Japán Birodalom része volt | A Japán Birodalom része volt | A Japán Birodalom része volt | A Japán Birodalom része volt | A Japán Birodalom része volt | A Japán Birodalom része volt | A Japán Birodalom része volt | A Japán Birodalom része volt | A Japán Birodalom része volt |            |
| 1934              | A Japán Birodalom része volt | A Japán Birodalom része volt | A Japán Birodalom része volt | A Japán Birodalom része volt | A Japán Birodalom része volt | A Japán Birodalom része volt | A Japán Birodalom része volt | A Japán Birodalom része volt | A Japán Birodalom része volt | A Japán Birodalom része volt | A Japán Birodalom része volt | A Japán Birodalom része volt | A Japán Birodalom része volt | A Japán Birodalom része volt | A Japán Birodalom része volt |            |
| 1938              | A Japán Birodalom része volt | A Japán Birodalom része volt | A Japán Birodalom része volt | A Japán Birodalom része volt | A Japán Birodalom része volt | A Japán Birodalom része volt | A Japán Birodalom része volt | A Japán Birodalom része volt | A Japán Birodalom része volt | A Japán Birodalom része volt | A Japán Birodalom része volt | A Japán Birodalom része volt | A Japán Birodalom része volt | A Japán Birodalom része volt | A Japán Birodalom része volt |            |
| Korea néven       | Korea néven                  | Korea néven                  | Korea néven                  | Korea néven                  | Korea néven                  | Korea néven                  | Korea néven                  | Korea néven                  | Korea néven                  | Korea néven                  | Korea néven                  | Korea néven                  | Korea néven                  | Korea néven                  | Korea néven                  |            |
| 1950              | Nem indult                   | Nem indult                   | Nem indult                   | Nem indult                   | Nem indult                   | Nem indult                   | Nem indult                   | Nem indult                   | Nem indult                   | Nem indult                   | Nem indult                   | Nem indult                   | Nem indult                   | Nem indult                   | Nem indult                   |            |
| Észak-Korea néven | Észak-Korea néven            | Észak-Korea néven            | Észak-Korea néven            | Észak-Korea néven            | Észak-Korea néven            | Észak-Korea néven            | Észak-Korea néven            | Észak-Korea néven            | Észak-Korea néven            | Észak-Korea néven            | Észak-Korea néven            | Észak-Korea néven            | Észak-Korea néven            | Észak-Korea néven            | Észak-Korea néven            |            |
| 1954              | Nem indult                   | Nem indult                   | Nem indult                   | Nem indult                   | Nem indult                   | Nem indult                   | Nem indult                   | Nem indult                   | Nem indult                   | Nem indult                   | Nem indult                   | Nem indult                   | Nem indult                   | Nem indult                   | Nem indult                   |            |
| 1958              | Nem indult                   | Nem indult                   | Nem indult                   | Nem indult                   | Nem indult                   | Nem indult                   | Nem indult                   | Nem indult                   | Nem indult                   | Nem indult                   | Nem indult                   | Nem indult                   | Nem indult                   | Nem indult                   | Nem indult                   |            |
| 1962              | Nem indult                   | Nem indult                   | Nem indult                   | Nem indult                   | Nem indult                   | Nem indult                   | Nem indult                   | Nem indult                   | Nem indult                   | Nem indult                   | Nem indult                   | Nem indult                   | Nem indult                   | Nem indult                   | Nem indult                   |            |
| 1966              | Negyeddöntő                  | 8th                          | 4                            | 1                            | 1                            | 2                            | 5                            | 9                            | Keret                        | 2                            | 2                            | 0                            | 0                            | 9                            | 2                            |            |
| 1970              | Visszalépett                 | Visszalépett                 | Visszalépett                 | Visszalépett                 | Visszalépett                 | Visszalépett                 | Visszalépett                 | Visszalépett                 | Visszalépett                 | Visszalépett                 | Visszalépett                 | Visszalépett                 | Visszalépett                 | Visszalépett                 | Visszalépett                 |            |
| 1974              | Nem jutott be                | Nem jutott be                | Nem jutott be                | Nem jutott be                | Nem jutott be                | Nem jutott be                | Nem jutott be                | Nem jutott be                | Nem jutott be                | 6                            | 1                            | 3                            | 2                            | 5                            | 5                            |            |
| 1978              | Visszalépett                 | Visszalépett                 | Visszalépett                 | Visszalépett                 | Visszalépett                 | Visszalépett                 | Visszalépett                 | Visszalépett                 | Visszalépett                 | Visszalépett                 | Visszalépett                 | Visszalépett                 | Visszalépett                 | Visszalépett                 | Visszalépett                 |            |
| 1982              | Nem jutott be                | Nem jutott be                | Nem jutott be                | Nem jutott be                | Nem jutott be                | Nem jutott be                | Nem jutott be                | Nem jutott be                | Nem jutott be                | 4                            | 2                            | 1                            | 1                            | 6                            | 6                            |            |
| 1986              | Nem jutott be                | Nem jutott be                | Nem jutott be                | Nem jutott be                | Nem jutott be                | Nem jutott be                | Nem jutott be                | Nem jutott be                | Nem jutott be                | 4                            | 1                            | 2                            | 1                            | 3                            | 2                            |            |
| 1990              | Nem jutott be                | Nem jutott be                | Nem jutott be                | Nem jutott be                | Nem jutott be                | Nem jutott be                | Nem jutott be                | Nem jutott be                | Nem jutott be                | 11                           | 5                            | 2                            | 4                            | 13                           | 9                            |            |
| 1994              | Nem jutott be                | Nem jutott be                | Nem jutott be                | Nem jutott be                | Nem jutott be                | Nem jutott be                | Nem jutott be                | Nem jutott be                | Nem jutott be                | 13                           | 8                            | 1                            | 4                            | 24                           | 18                           |            |
| 1998              | Nem indult                   | Nem indult                   | Nem indult                   | Nem indult                   | Nem indult                   | Nem indult                   | Nem indult                   | Nem indult                   | Nem indult                   | Nem indult                   | Nem indult                   | Nem indult                   | Nem indult                   | Nem indult                   | Nem indult                   |            |
| 2002              | Nem indult                   | Nem indult                   | Nem indult                   | Nem indult                   | Nem indult                   | Nem indult                   | Nem indult                   | Nem indult                   | Nem indult                   | Nem indult                   | Nem indult                   | Nem indult                   | Nem indult                   | Nem indult                   | Nem indult                   |            |
| 2006              | Nem jutott be                | Nem jutott be                | Nem jutott be                | Nem jutott be                | Nem jutott be                | Nem jutott be                | Nem jutott be                | Nem jutott be                | Nem jutott be                | 12                           | 4                            | 2                            | 6                            | 16                           | 16                           |            |
| 2010              | Csoportkör                   | 32.                          | 3                            | 0                            | 0                            | 3                            | 1                            | 12                           | Keret                        | 16                           | 8                            | 6                            | 2                            | 20                           | 7                            |            |
| 2014              | Nem jutott be                | Nem jutott be                | Nem jutott be                | Nem jutott be                | Nem jutott be                | Nem jutott be                | Nem jutott be                | Nem jutott be                | Nem jutott be                | 6                            | 2                            | 1                            | 3                            | 3                            | 4                            |            |
| 2018              | Nem jutott be                | Nem jutott be                | Nem jutott be                | Nem jutott be                | Nem jutott be                | Nem jutott be                | Nem jutott be                | Nem jutott be                | Nem jutott be                | 8                            | 5                            | 1                            | 2                            | 14                           | 8                            |            |
| 2022              | Visszalépett                 | Visszalépett                 | Visszalépett                 | Visszalépett                 | Visszalépett                 | Visszalépett                 | Visszalépett                 | Visszalépett                 | Visszalépett                 | Visszalépett                 | Visszalépett                 | Visszalépett                 | Visszalépett                 | Visszalépett                 | Visszalépett                 |            |
| 2026              | Folyamatban                  | Folyamatban                  | Folyamatban                  | Folyamatban                  | Folyamatban                  | Folyamatban                  | Folyamatban                  | Folyamatban                  | Folyamatban                  | Folyamatban                  | Folyamatban                  | Folyamatban                  | Folyamatban                  | Folyamatban                  | Folyamatban                  |            |
| Összesen          | Negyeddöntő                  | 2/22                         | 7                            | 1                            | 1                            | 5                            | 6                            | 21                           | —                            | 82                           | 38                           | 19                           | 25                           | 113                          | 77                           |            |

### Ázsia-kupa szereplés
| Ázsia-kupa | Ázsia-kupa                | Ázsia-kupa                | Ázsia-kupa                | Ázsia-kupa                | Ázsia-kupa                | Ázsia-kupa                | Ázsia-kupa                | Ázsia-kupa                |                              | Selejtezők                   | Selejtezők                   | Selejtezők                   | Selejtezők                   | Selejtezők                   | Selejtezők       |
| Év         | Eredmény                  | Helyezés                  | M                         | GY                        | D*                        | V                         | RG                        | KG                        | M                            | GY                           | D*                           | V                            | RG                           | KG                           |                  |
| ---------- | ------------------------- | ------------------------- | ------------------------- | ------------------------- | ------------------------- | ------------------------- | ------------------------- | ------------------------- | ---------------------------- | ---------------------------- | ---------------------------- | ---------------------------- | ---------------------------- | ---------------------------- | ---------------- |
| 1956       | Nem tagja az AFC-nek      | Nem tagja az AFC-nek      | Nem tagja az AFC-nek      | Nem tagja az AFC-nek      | Nem tagja az AFC-nek      | Nem tagja az AFC-nek      | Nem tagja az AFC-nek      | Nem tagja az AFC-nek      | Nem tagja az AFC-nek         | Nem tagja az AFC-nek         | Nem tagja az AFC-nek         | Nem tagja az AFC-nek         | Nem tagja az AFC-nek         | Nem tagja az AFC-nek         |                  |
| 1960       | Nem tagja az AFC-nek      | Nem tagja az AFC-nek      | Nem tagja az AFC-nek      | Nem tagja az AFC-nek      | Nem tagja az AFC-nek      | Nem tagja az AFC-nek      | Nem tagja az AFC-nek      | Nem tagja az AFC-nek      | Nem tagja az AFC-nek         | Nem tagja az AFC-nek         | Nem tagja az AFC-nek         | Nem tagja az AFC-nek         | Nem tagja az AFC-nek         | Nem tagja az AFC-nek         |                  |
| 1964       | Nem tagja az AFC-nek      | Nem tagja az AFC-nek      | Nem tagja az AFC-nek      | Nem tagja az AFC-nek      | Nem tagja az AFC-nek      | Nem tagja az AFC-nek      | Nem tagja az AFC-nek      | Nem tagja az AFC-nek      | Nem tagja az AFC-nek         | Nem tagja az AFC-nek         | Nem tagja az AFC-nek         | Nem tagja az AFC-nek         | Nem tagja az AFC-nek         | Nem tagja az AFC-nek         |                  |
| 1968       | Nem tagja az AFC-nek      | Nem tagja az AFC-nek      | Nem tagja az AFC-nek      | Nem tagja az AFC-nek      | Nem tagja az AFC-nek      | Nem tagja az AFC-nek      | Nem tagja az AFC-nek      | Nem tagja az AFC-nek      | Nem tagja az AFC-nek         | Nem tagja az AFC-nek         | Nem tagja az AFC-nek         | Nem tagja az AFC-nek         | Nem tagja az AFC-nek         | Nem tagja az AFC-nek         |                  |
| 1972       | Nem tagja az AFC-nek      | Nem tagja az AFC-nek      | Nem tagja az AFC-nek      | Nem tagja az AFC-nek      | Nem tagja az AFC-nek      | Nem tagja az AFC-nek      | Nem tagja az AFC-nek      | Nem tagja az AFC-nek      | Nem tagja az AFC-nek         | Nem tagja az AFC-nek         | Nem tagja az AFC-nek         | Nem tagja az AFC-nek         | Nem tagja az AFC-nek         | Nem tagja az AFC-nek         |                  |
| 1976       | Bejutott, de visszalépett | Bejutott, de visszalépett | Bejutott, de visszalépett | Bejutott, de visszalépett | Bejutott, de visszalépett | Bejutott, de visszalépett | Bejutott, de visszalépett | Bejutott, de visszalépett | 5                            | 3                            | 1                            | 1                            | 7                            | 4                            |                  |
| 1980       | Negyedik hely             | 4.                        | 6                         | 3                         | 0                         | 3                         | 10                        | 12                        | 5                            | 4                            | 1                            | 0                            | 9                            | 2                            |                  |
| 1984       | Nem indult                | Nem indult                | Nem indult                | Nem indult                | Nem indult                | Nem indult                | Nem indult                | Nem indult                | Nem indult                   | Nem indult                   | Nem indult                   | Nem indult                   | Nem indult                   | Nem indult                   |                  |
| 1988       | Nem jutott be             | Nem jutott be             | Nem jutott be             | Nem jutott be             | Nem jutott be             | Nem jutott be             | Nem jutott be             | Nem jutott be             | 4                            | 2                            | 1                            | 1                            | 3                            | 2                            |                  |
| 1992       | Csoportkör                | 8.                        | 3                         | 0                         | 1                         | 2                         | 2                         | 5                         | 3                            | 2                            | 1                            | 0                            | 8                            | 0                            |                  |
| 1996       | Nem indult                | Nem indult                | Nem indult                | Nem indult                | Nem indult                | Nem indult                | Nem indult                | Nem indult                | Nem indult                   | Nem indult                   | Nem indult                   | Nem indult                   | Nem indult                   | Nem indult                   |                  |
| 2000       | Nem jutott be             | Nem jutott be             | Nem jutott be             | Nem jutott be             | Nem jutott be             | Nem jutott be             | Nem jutott be             | Nem jutott be             | 6                            | 3                            | 2                            | 1                            | 11                           | 7                            |                  |
| 2004       | Nem jutott be             | Nem jutott be             | Nem jutott be             | Nem jutott be             | Nem jutott be             | Nem jutott be             | Nem jutott be             | Nem jutott be             | 8                            | 1                            | 2                            | 5                            | 5                            | 15                           |                  |
| 2007       | Kizárták                  | Kizárták                  | Kizárták                  | Kizárták                  | Kizárták                  | Kizárták                  | Kizárták                  | Kizárták                  | Kizárták                     | Kizárták                     | Kizárták                     | Kizárták                     | Kizárták                     | Kizárták                     |                  |
| 2011       | Csoportkör                | 12.                       | 3                         | 0                         | 1                         | 2                         | 0                         | 2                         | AFC-Kihívás kupa             | AFC-Kihívás kupa             | AFC-Kihívás kupa             | AFC-Kihívás kupa             | AFC-Kihívás kupa             | AFC-Kihívás kupa             | AFC-Kihívás kupa |
| 2015       | Csoportkör                | 13.                       | 3                         | 0                         | 0                         | 3                         | 2                         | 7                         | AFC-Kihívás kupa             | AFC-Kihívás kupa             | AFC-Kihívás kupa             | AFC-Kihívás kupa             | AFC-Kihívás kupa             | AFC-Kihívás kupa             | AFC-Kihívás kupa |
| 2019       | Csoportkör                | 24.                       | 3                         | 0                         | 0                         | 3                         | 1                         | 14                        | 14                           | 8                            | 3                            | 3                            | 27                           | 18                           |                  |
| 2023       | Visszalépett              | Visszalépett              | Visszalépett              | Visszalépett              | Visszalépett              | Visszalépett              | Visszalépett              | Visszalépett              | Visszalépett a selejtezőktől | Visszalépett a selejtezőktől | Visszalépett a selejtezőktől | Visszalépett a selejtezőktől | Visszalépett a selejtezőktől | Visszalépett a selejtezőktől |                  |
| Összesen   | Negyedik hely             | 5/18                      | 18                        | 3                         | 2                         | 13                        | 15                        | 40                        | 45                           | 23                           | 11                           | 11                           | 65                           | 48                           |                  |

## Játékosok

### 2010-es világbajnokság
- Szövetségi kapitány:  Kim Dzsonghun

| #  | Poszt | Név             | Születési idő és életkor         | Vál. | Gól | Klub                          | Játszott | Gól | Sárga lap | sárga lap · 2. sárga lap · kiállítva | kiállítva |
| -- | ----- | --------------- | -------------------------------- | ---- | --- | ----------------------------- | -------- | --- | --------- | ------------------------------------ | --------- |
| 1  | K     | Ri Mjongguk     | 1986. szeptember 9. (23 évesen)  | 33   | 0   | Phenjan Városi Sportegyesület | 2        | 0   | 0         | 0                                    | 0         |
| 18 | K     | Kim Mjonggil    | 1984. október 16. (25 évesen)    | 31   | 0   | Amnokkang                     | 0        | 0   | 0         | 0                                    | 0         |
| 20 | K     | Kim Mjongvon    | 1983. július 15. (26 évesen)     | 10   | 0   | Amnokkang                     | 0        | 0   | 0         | 0                                    | 0         |
| 2  | V     | Csha Dzsonghjok | 1985. szeptember 25. (24 évesen) | 33   | 0   | Amnokkang                     | 2        | 0   | 0         | 0                                    | 0         |
| 3  | V     | Ri Dzsunil      | 1987. augusztus 24. (22 évesen)  | 26   | 0   | Szobekszu                     | 2        | 0   | 0         | 0                                    | 0         |
| 5  | V     | Ri Gvangcshon   | 1985. szeptember 4. (24 évesen)  | 37   | 0   | 4.25                          | 2        | 0   | 0         | 0                                    | 0         |
| 8  | V     | Csi Junnam      | 1976. november 20. (33 évesen)   | 28   | 3   | 4.25                          | 2        | 1   | 0         | 0                                    | 0         |
| 13 | V     | Pak Csholdzsin  | 1985. szeptember 5. (24 évesen)  | 32   | 0   | Amnokkang                     | 2        | 0   | 1         | 0                                    | 0         |
| 14 | V     | Pak Namcshol    | 1988. október 3. (21 évesen)     | 6    | 0   | Amnokkang                     | 0        | 0   | 0         | 0                                    | 0         |
| 16 | V     | Nam Szongcshol  | 1982. május 7. (28 évesen)       | 51   | 2   | 4.25                          | 1 (1)    | 0   | 0         | 0                                    | 0         |
| 21 | V     | Ri Gvanghjok    | 1987. augusztus 17. (22 évesen)  | 5    | 0   | Kjonggongopszong              | 0        | 0   | 0         | 0                                    | 0         |
| 4  | KP    | Pak Namcshol    | 1985. július 2. (24 évesen)      | 31   | 10  | 4.25                          | 2        | 0   | 0         | 0                                    | 0         |
| 6  | KP    | Kim Gumil       | 1987. október 10. (22 évesen)    | 12   | 2   | 4.25                          | 2 (2)    | 0   | 0         | 0                                    | 0         |
| 11 | KP    | Mun Inguk       | 1978. szeptember 29. (31 évesen) | 41   | 10  | 4.25                          | 2        | 0   | 0         | 0                                    | 0         |
| 15 | KP    | Kim Jongdzsun   | 1983. július 19. (26 évesen)     | 85   | 11  | Phenjan Városi Sportegyesület | 1 (1)    | 0   | 0         | 0                                    | 0         |
| 17 | KP    | An Jonghak      | 1978. október 25. (31 évesen)    | 27   | 2   | Ómija Ardija                  | 2        | 0   | 0         | 0                                    | 0         |
| 19 | KP    | Ri Csholmjong   | 1988. február 18. (22 évesen)    | 4    | 0   | Phenjan Városi Sportegyesület | 0        | 0   | 0         | 0                                    | 0         |
| 22 | KP    | Kim Gjongil     | 1988. december 11. (21 évesen)   | 3    | 0   | Rimjongszu                    | 0        | 0   | 0         | 0                                    | 0         |
| 23 | KP    | Pak Szunghjok   | 1990. május 30. (20 évesen)      | 3    | 0   | Szobekszu                     | 0        | 0   | 0         | 0                                    | 0         |
| 7  | CS    | An Csholhjok    | 1985. június 27. (24 évesen)     | 37   | 7   | Rimjongszu                    | 0        | 0   | 0         | 0                                    | 0         |
| 9  | CS    | Csong Desze     | 1984. március 2. (26 évesen)     | 23   | 15  | VfL Bochum                    | 2        | 0   | 0         | 0                                    | 0         |
| 10 | CS    | Hong Jongdzso   | 1982. május 22. (28 évesen)      | 65   | 22  | FK Rosztov                    | 2        | 0   | 1         | 0                                    | 0         |
| 12 | CS    | Cshö Gumcshol   | 1987. február 9. (23 évesen)     | 21   | 3   | 4.25                          | 0        | 0   | 0         | 0                                    | 0         |

### A legtöbb válogatottsággal rendelkező játékosok
Az adatok 2019. november 19. állapotoknak felelnek meg.
- A még aktív játékosok (félkövérrel) vannak megjelölve.

| # | Játékos        | Mérkőzés | Gólok | Időszak   |
| - | -------------- | -------- | ----- | --------- |
| 1 | Ri Mjongguk    | 118      | 0     | 2007–2019 |
| 2 | Pak Namcshol   | 77       | 15    | 2004–2012 |
| 3 | Csong Ilgvan   | 76       | 26    | 2011–     |
| 4 | Ri Gvangcshon  | 70       | 1     | 2001–2012 |
| 5 | Kim Jongdzsun  | 62       | 8     | 2001–2011 |
| 6 | Csang Gukcshol | 61       | 5     | 2011–     |
| 7 | Pak Szongcshol | 58       | 13    | 2007–2017 |
| 8 | Mun Inguk      | 55       | 6     | 2004–2011 |
| 9 | Hong Jongdzso  | 51       | 13    | 2002–2011 |
| 9 | Nam Szongcshol | 51       | 2     | 2003–2010 |

### A válogatottban legtöbb gólt szerző játékosok
Az adatok 2019. november 19. állapotoknak felelnek meg.
- A még aktív játékosok (félkövérrel) vannak megjelölve.

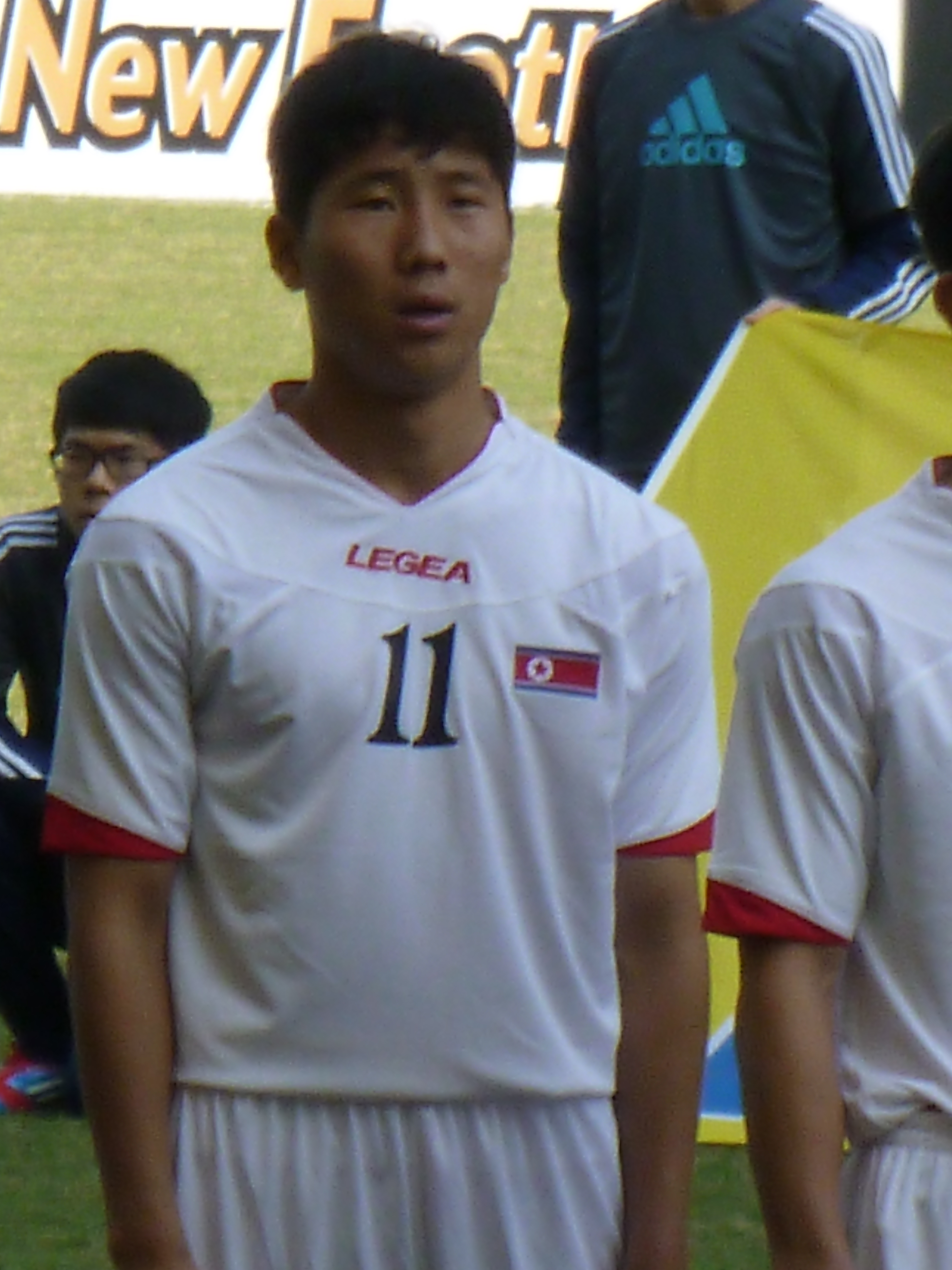
Csong Ilgvan a válogatott történetének legeredményesebb játékosa 26 góllal.

| # | Játékos        | Gólok | Mérkőzés | Arány | Időszak   |
| - | -------------- | ----- | -------- | ----- | --------- |
| 1 | Csong Ilgvan   | 26    | 76       | 0.34  | 2011–     |
| 2 | Csong Desze    | 15    | 33       | 0.45  | 2007–2011 |
| 2 | Pak Namcshol   | 15    | 77       | 0.19  | 2004–2012 |
| 4 | Pak Kvangnjong | 14    | 41       | 0.34  | 2009–     |
| 5 | Hong Jongdzso  | 13    | 51       | 0.25  | 2002–2011 |
| 5 | Pak Szongcshol | 13    | 58       | 0.22  | 2007–2017 |
| 7 | Cshö Csholman  | 11    | 21       | 0.52  | 2005–2010 |
| 8 | Cshö Jongszon  | 10    | 29       | 0.34  | 1990–1993 |
| 9 | Gang Dzsinhjok | 9     | 6        | 1.5   | 2005–2007 |
| 9 | An Csholhjok   | 9     | 29       | 0.31  | 2005–2011 |

## Külső hivatkozások
- Észak-Korea a FIFA.com-on Archiválva 2018. június 18-i dátummal a Wayback Machine-ben (angolul)
- Észak-Korea az Ázsiai Labdarúgó-szövetség oldalán (angolul)
- Észak-Korea mérkőzéseinek eredményei az rssf.com-on (angolul)
- Észak-Korea mérkőzéseinek eredményei az EloRatings.net-en (angolul)
- Észak-Korea a national-football-teams.com-on (angolul)
- Észak-Korea mérkőzéseinek eredményei a Roon BA-n (angolul)
- Észak-Korea a transfermarkt.de-n (németül)
- Észak-Korea a weltussball.de-n (németül)
- Észak-Korea a fedefutbol.net-en (spanyolul)